# The 2nd Law
| 전문가 평가          | 전문가 평가 |
| 총 점수              | 총 점수     |
| 출처                 | 점수        |
| -------------------- | ----------- |
| AnyDecentMusic?      | 6.4/10      |
| 메타크리틱           | 70/100      |
| 평가 점수            |             |
| 출처                 | 점수        |
| AllMusic             | [ 3 ]       |
| The A.V. Club        | C−          |
| The Daily Telegraph  | [ 5 ]       |
| Entertainment Weekly | C+          |
| The Guardian         | [ 7 ]       |
| Los Angeles Times    | [ 8 ]       |
| NME                  | 8/10        |
| Pitchfork            | 5.5/10      |
| Rolling Stone        | [ 11 ]      |
| Spin                 | 4/10        |

《The 2nd Law》는 영국의 록 밴드 뮤즈의 여섯 번째 스튜디오 음반이다. 2012년 10월 1일, 영국 등지에서 워너 브라더스 레코드와 밴드 자체 헬륨 3 각인 하에 9월 28일 발매되었다. 이 음반의 제목은 열역학 제2법칙을 언급하고 있으며, 이 음반의 커버 아트는 인간 코넥텀 프로젝트에서 따온 인간 두뇌의 경로 지도를 특징으로 한다. 음반 녹음은 4개의 서로 다른 스튜디오에서 이루어졌고, 2011년 10월에 시작되어 2012년 8월에 끝났다. 주로 밴드가 직접 프로듀싱한 음반으로, 영국의 전자 음악 3인방 네로가 공동 프로듀싱한 〈Follow Me〉를 제외하면, 《The 2nd Law》는 다양한 스타일의 음악을 특징으로 하며 퀸, 데이비드 보위, 스크릴렉스 등의 행동에 영향을 받았다.
발매되자마자, 이 음반은 음악 비평가들로부터 전반적으로 호평을 받았고, 리뷰 애그리게이터 사이트 메타크리틱에서 70/100의 점수를 받았고, 매우 긍정적인 상업적 성과를 거두었고, 31개국의 톱 10 차트 음반이자 13개국의 1위 음반이었다. 이 음반은 영국의 BPI, 이탈리아의 FIMI, 스위스의 IFPI, 캐나다의 MC로부터 플래티넘 인증을 받았다. 프랑스의 SNEP에 의해 트리플 플래티넘 인증도 받았다. 제55회 그래미 어워드에서 음반은 베스트 록 음반 후보에 올랐고, 음반의 두 번째 트랙인 〈Madness〉는 베스트 록 곡 후보에 올랐다. 이 음반의 세 번째 트랙인 〈Panic Station〉은 또한 이듬해 제 56회 그래미 어워드에서 베스트 록 송에 지명되었다.
이 음반에서 총 5개의 공식 싱글이 발매되었다. 6월 27일에 발매된 〈Survival〉과 8월 20일에 발매된 〈Madness〉는 음반 발매에 앞서 발매되었다. 〈Survival〉은 2012년 하계 올림픽 공식곡으로 선정돼 주목받았고, 〈Madness〉는 상업적 성과가 좋았고, 《빌보드》 얼터너티브 송 차트에서도 푸 파이터스의 〈The Pretender〉가 세운 이전 곡을 제치고 19주 동안 1위를 차지해 주목받았다. 12월 7일에 발매된 〈Follow Me〉와 2013년 2월 20일에 발매된 〈Supremacy〉, 5월 31일에 발매된 〈Panic Station〉의 3개의 싱글이 발매되었다. 〈Big Freeze〉는 프랑스에서 라디오 싱글로 발매되었고 〈Animals〉는 2013년 4월에 뮤직 비디오 발매되었다.

## 배경 및 녹음
《The 2nd Law》는 주로 영국 런던에 있는 AIR 스튜디오와 미국 캘리포니아주 로스앤젤레스에 있는 이스트웨스트 스튜디오에서 녹음되었으며, 추가 녹음은 캘리포니아주 말리부에 있는 샹그릴라 스튜디오와 할리우드에 있는 캐피틀 스튜디오에서 진행되었다. 2011년 10월 18일, 밴드 매니저인 앤서니 애디스는 《빌보드》와의 인터뷰에서 뮤즈가 런던에서 여섯 번째 정규 음반의 녹음을 시작했으며, 2012년 10월까지 발매될 것으로 예상된다고 밝혔다. 베이시스트 크리스 볼첸홈은 BBC 라디오 1과의 인터뷰에서 밴드가 2011년 9월이나 10월에 《The 2nd Law》 녹음을 시작하는 것을 목표로 삼았다고 언급했다. 녹음 작업이 진행되는 동안, 프런트맨 매슈 벨라미는 자신의 트위터 계정을 통해 이 음반을 "기독교 갱스터 랩 재즈 오디세이, 약간의 반항적인 앰비언트 덥스텝과 얼굴을 녹이는 메탈 플라멩코 카우보이 사이키델리아"라고 농담 섞어 표현했다.

## 홍보
2012년 6월 6일, 뮤즈는 밴드의 웹사이트에 9월 17일, 발매일을 암시하는 카운트다운과 함께 《The 2nd Law》의 예고편을 공개했다. 덥스텝 요소를 담은 예고편에는 팬들의 엇갈린 반응이 이어졌다. 뮤즈는 음반 수록곡 "The 2nd Law: Unsustainable"을 온라인 상점에서 사전 주문하는 팬들이 이용할 수 있게 만든 뒤 8월 10일, 해당 트랙의 영상을 유튜브 채널에 올렸다.
이 밴드는 〈Animals〉 뮤직 비디오를 제작하기 위한 대회를 열었다. 우승 영상은 포르투갈 출신의 이네스 프리타스와 미겔 멘데스(오네시스 팀)가 만들었다. 2013년 3월 20일, 우승 엔트리가 공개됐다.

## 곡 목록
모든 곡들은 크리스 볼첸홈이 작사/작곡한 〈Save Me〉과 〈Liquid State〉을 제외하고, 매튜 벨라미가 작사/작곡하였다.
| #   | 제목                             | 재생 시간 |
| --- | -------------------------------- | --------- |
| 1.  | 〈Supremacy〉                    | 4:55      |
| 2.  | 〈Madness〉                      | 4:39      |
| 3.  | 〈Panic Station〉                | 3:03      |
| 4.  | 〈Prelude〉                      | 0:57      |
| 5.  | 〈Survival〉                     | 4:17      |
| 6.  | 〈Follow Me〉                    | 3:51      |
| 7.  | 〈Animals〉                      | 4:23      |
| 8.  | 〈Explorers〉                    | 5:48      |
| 9.  | 〈Big Freeze〉                   | 4:41      |
| 10. | 〈Save Me〉                      | 5:09      |
| 11. | 〈Liquid State〉                 | 3:03      |
| 12. | 〈The 2nd Law: Unsustainable〉   | 3:47      |
| 13. | 〈The 2nd Law: Isolated System〉 | 4:59      |

## 인증
| 국가                                                                                         | 인증        | 판매량/출하량 |
| -------------------------------------------------------------------------------------------- | ----------- | ------------- |
| 벨기에 (BEA)                                                                                 | 골드        | 15,000*       |
| 캐나다 (뮤직 캐나다)                                                                         | 플래티넘    | 80,000^       |
| 덴마크 (IFPI Danmark)                                                                        | 골드        | 10,000^       |
| 핀란드 (Musiikkituottajat)                                                                   | 골드        | 16,427        |
| 프랑스 (SNEP)                                                                                | 3× 플래티넘 | 300,000*      |
| 독일 (BVMI)                                                                                  | 골드        | 100,000       |
| 아일랜드 (IRMA)                                                                              | 골드        | 7,500^        |
| 이탈리아 (FIMI)                                                                              | 플래티넘    | 60,000*       |
| 멕시코 (AMPROFON)                                                                            | 골드        | 30,000^       |
| 네덜란드 (NVPI)                                                                              | 골드        | 25,000^       |
| 뉴질랜드 (RMNZ)                                                                              | 골드        | 7,500^        |
| 폴란드 (ZPAV)                                                                                | 골드        | 10,000*       |
| 스위스 (IFPI 스위스)                                                                         | 플래티넘    | 30,000^       |
| 영국 (BPI)                                                                                   | 플래티넘    | 300,000^      |
| 미국 (RIAA)                                                                                  | 골드        | 500,000^      |
| 요약                                                                                         |             |               |
| 유럽 (IFPI)                                                                                  | 플래티넘    | 1,000,000*    |
| 전 세계                                                                                      | —           | 1,600,000     |
| *판매량을 기반으로 한 인증 · ^출하량을 기반으로 한 인증 · 판매량+스트리밍을 기반으로 한 인증 |             |               |